# Италия и Германия
«Италия и Германия» (нем. Italia und Germania) — аллегорическая картина немецкого живописца, одного из главных представителей объединения «назарейцев» в Риме Фридриха Овербека, символизирующая духовное — художественное и религиозное — единение Италии и Германии.

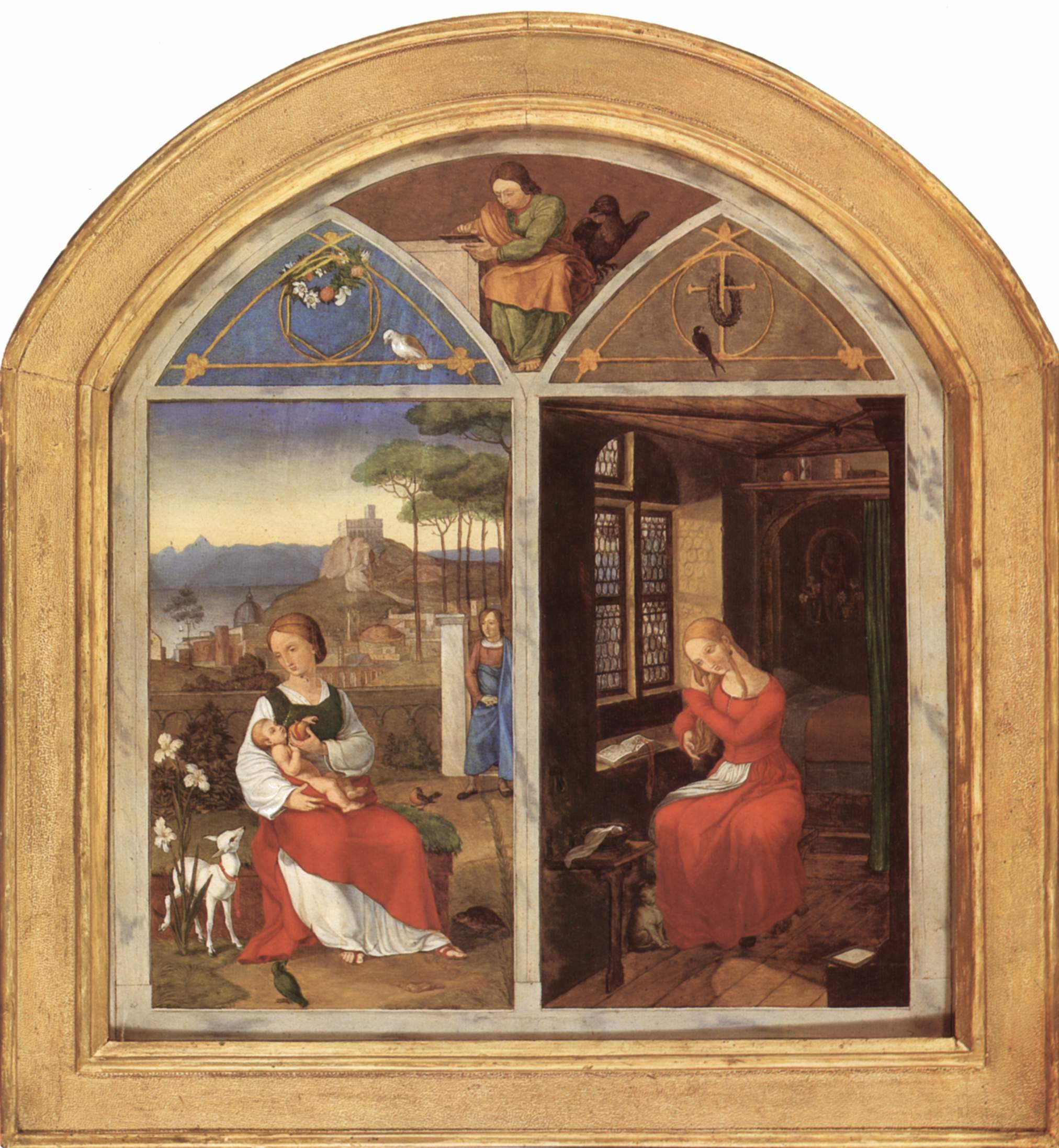
Ф. Пфорр. Суламифь и Мария. 1811. Дерево, масло. Коллекция Георга Шефера, Швайнфурт

Картина была начата Овербеком в 1811 году как парное произведение к композиции его близкого друга и единомышленника, также назарейца, Франца Пфорра «Суламифь и Мария» и основана на его рисунке «Аллегория дружбы» (1808). Композиция отражает одну из основных идей «назарейцев» — возвращение немецкого искусства от канонов выхолощенного академизма того времени к своим истокам: искреннему религиозному творчеству художников Средневековья, проторенессанса и раннего итальянского Возрождения.
Первое название картины, согласно замыслу Ф. Пфорра, — «Суламифь и Мария», символизирующее единение Ветхого и Нового Заветов. После ранней смерти Пфорра в 1812 году в возрасте двадцати четырёх лет Овербек прервал работу и вернулся к этой идее только спустя шестнадцать лет. Овербек изменил смысловой акцент и название, придав композиции более широкий смысл.
На картине Фридриха Овербека Суламифь изображена тёмноволосой итальянкой с вплетёнными в причёску листьями лавра. Мария воплощает нордический тип «Гретхен» с косами и миртовым венком в светлых волосах. За спиной Суламифи простирается идеализированный итальянский пейзаж с деревьями, горами и озёрами, а позади Марии открывается вид на немецкий город, где доминируют прямые, резкие линии. Суламифь одета в платье эпохи итальянского Возрождения, платье Марии сшито в готическом стиле с разрезами на рукавах и меховым воротником. Иконографически образы Суламифи и Марии на картине Овербека олицетворяют две традиции, идущие от Рафаэля и от Дюрера.
Женщины смотрят друг на друга с выражением глубокого доверия и нежности. Особенно тщательно художник изобразил переплетение рук. На этот мотив существует его отдельный, очень тонкий рисунок. Овербек писал в одном из писем, что Германия и Италия — «это два принципа, которые, так сказать, противоположны, совершенно чужды один другому; но моя миссия была и останется — соединить их вместе, по крайней мере во внешней форме моего творения».
Оригинал картины выставлен в Новой пинакотеке в Мюнхене. Другие версии находятся в коллекции Георга Шефера в Швайнфурте и в Галерее новых мастеров в Дрездене (вероятно, копия Теодора Ребеница). В 1834 году художник-назареец Филипп Фейт по заказу местной администрации в старом Штеделевском художественном институте во Франкфурте-на-Майнe создал фреску с изображением Италии и Германии. В 1877 году она была разделена и перенесена на два холста.

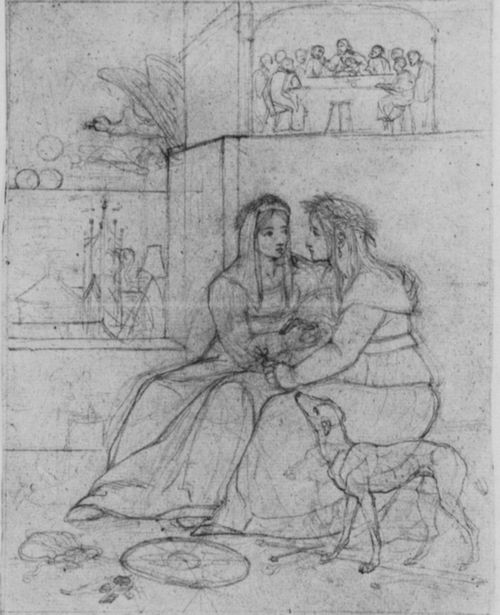
Ф. Пфорр. Аллегория дружбы. 1808. Бумага, карандаш, перо, чернила. Штеделевский художественный институт, Франкфурт-на-Майне
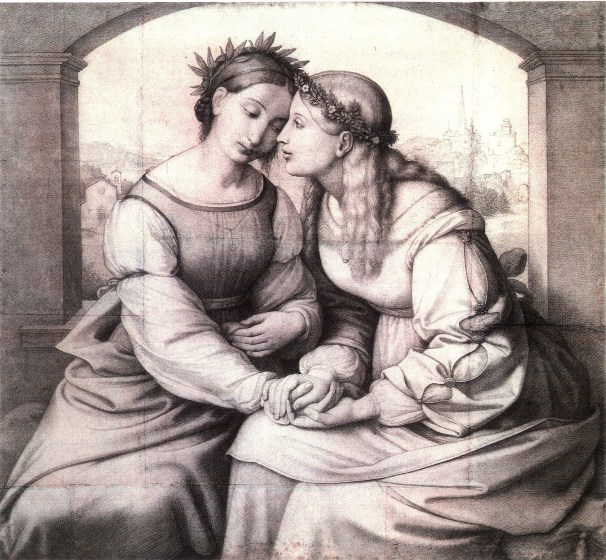
Ф. Овербек. Италия и Германия. Эскиз. Между 1815 и 1828. Бумага, итальянский карандаш, уголь. Государственное графическое собрание, Мюнхен
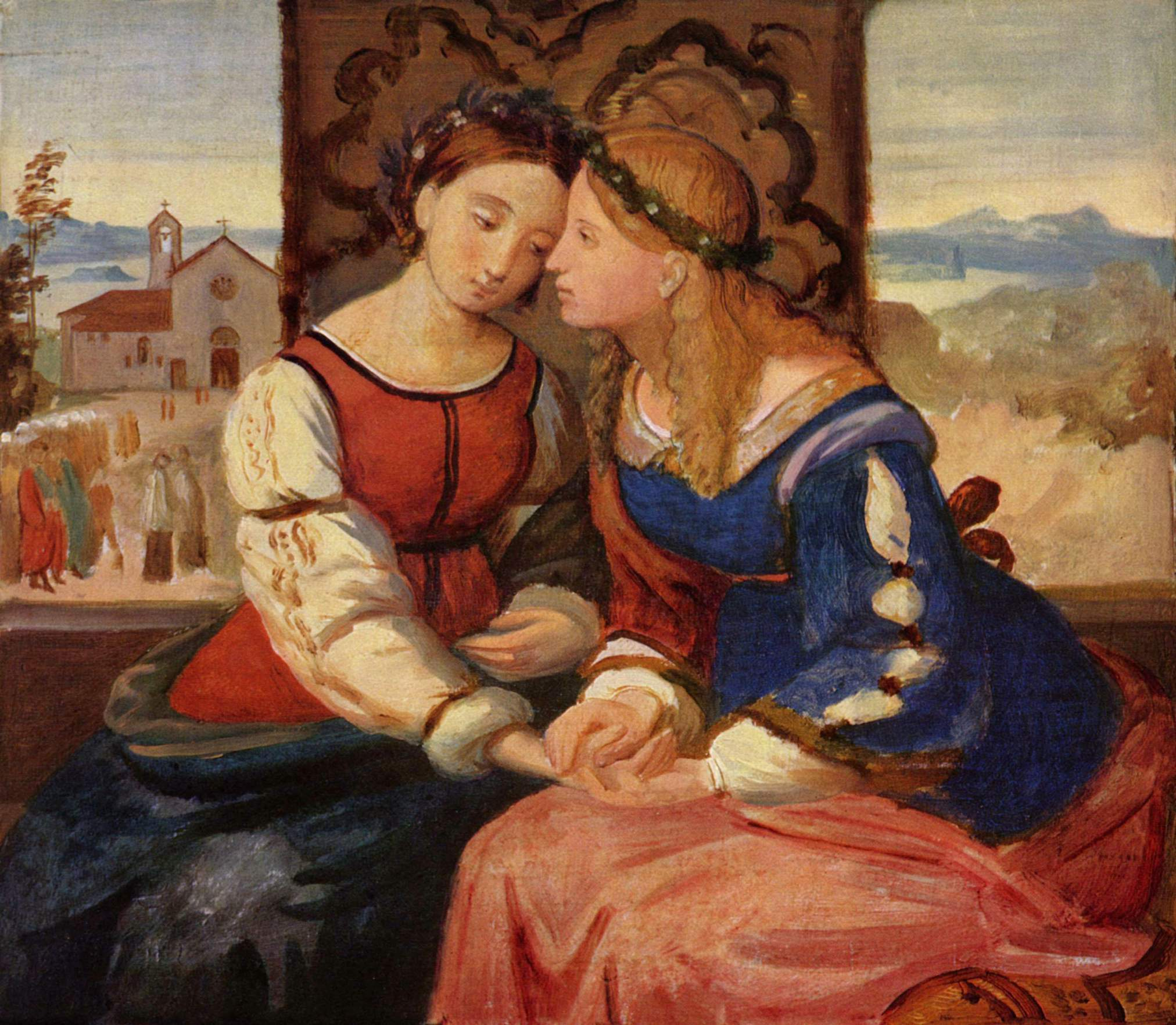
Ф. Овербек (мастерская?). Италия и Германия. Между 1840 и 1850. Холст, масло. Коллекция Георга Шефера, Швайнфурт
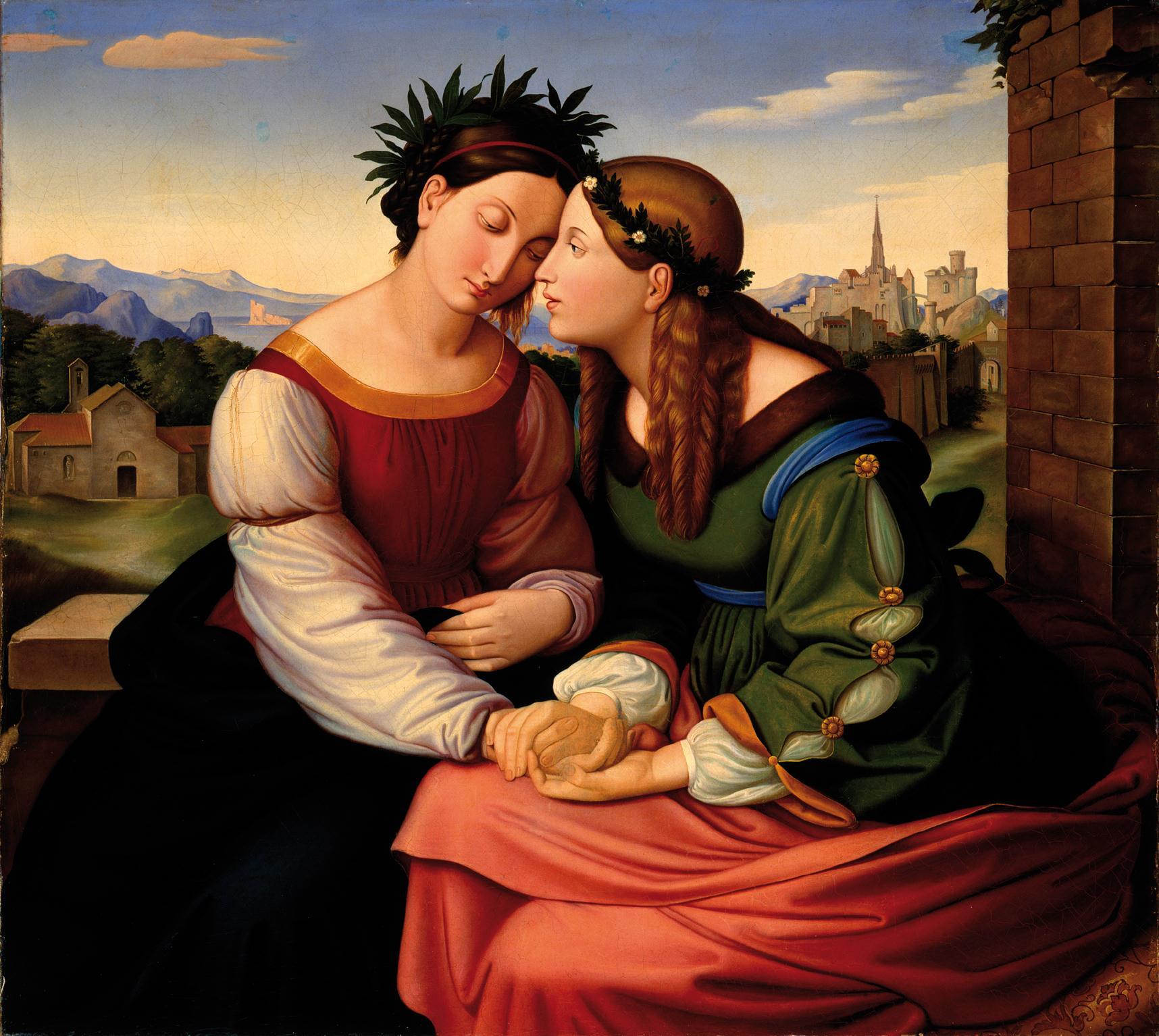
Т. Ребениц (?). Италия и Германия. Копия. После 1828. Холст, масло. Галерея новых мастеров, Дрезден
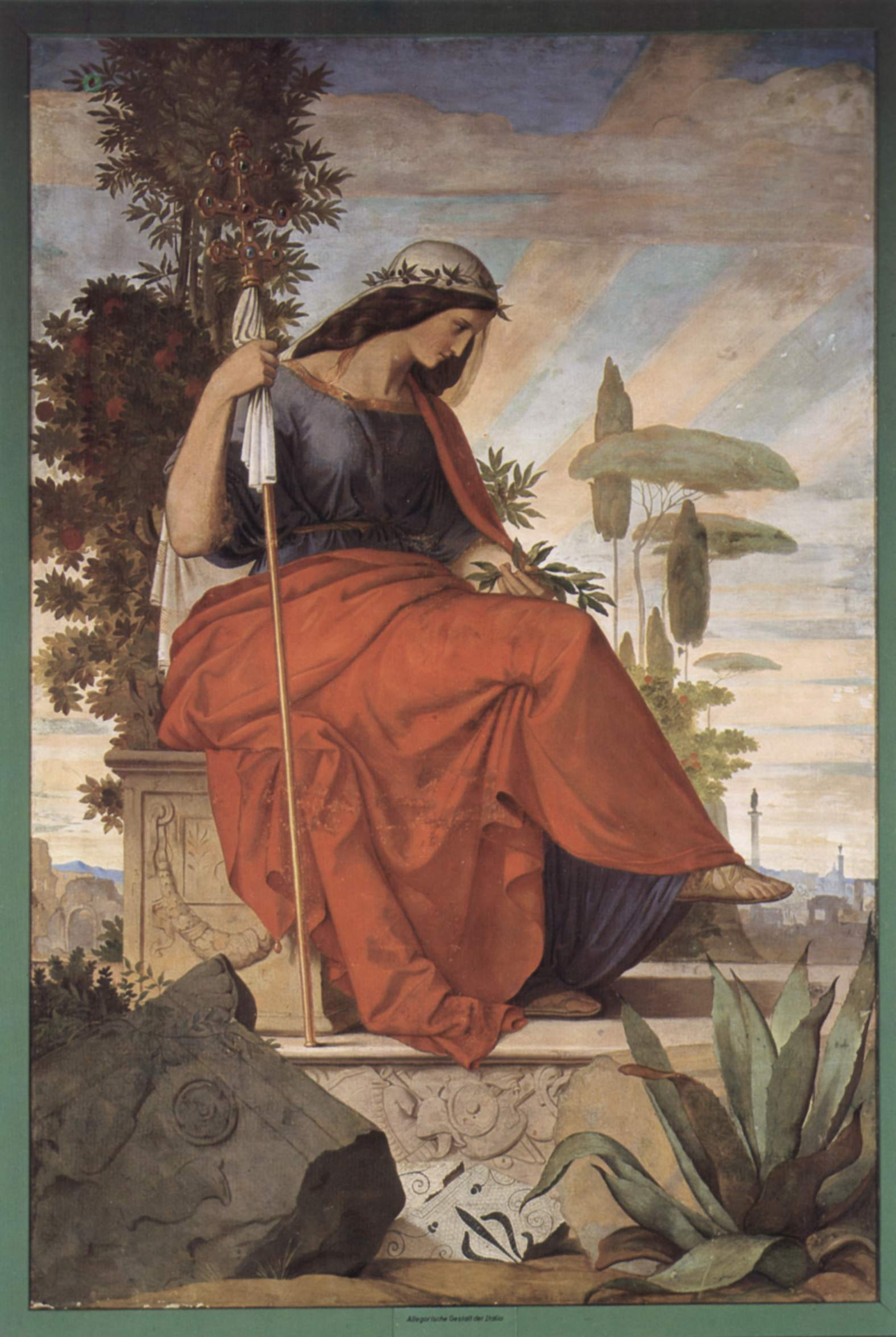
Ф. Фейт. Италия. 1834-1836. Фреска, перенесённая на холст. Штеделевский художественный институт, Франкфурт-на-Майне
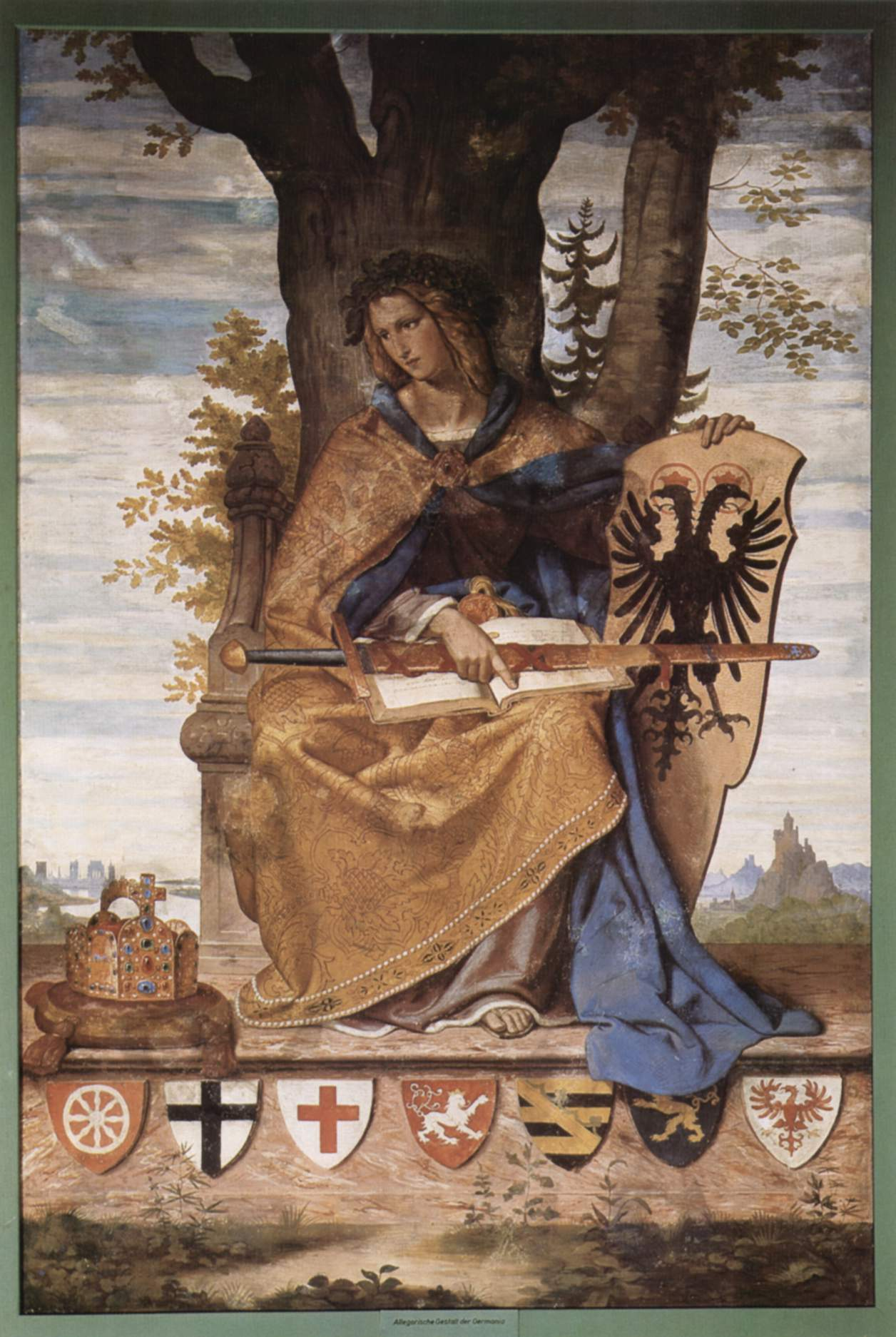
Германия. 1834-1836. Фреска, перенесённая на холст. Штеделевский художественный институт, Франкфурт-на-Майне